# Jardín del Paraíso
María en el huerto cerrado con santos o Jardín del Paraíso. El autor de este cuadro es anónimo ya que no hay nada documentado sobre él, ni su nacimiento ni muerte. Se conoce como el Maestro del Alto Rin por la zona en la que estuvo activo, era del gótico tardío, siglo XV. Esta realizado en una técnica mixta, sobre tabla de madera de roble, con unas dimensiones de 26,3 cm x 33,4 cm. Este cuadro se conserva en el instituto Stadel (Städelsches Kunstinstitut) de Fráncfort del Meno.
Pertenece a un estilo gótico internacional, dentro de lo que se denominaba Escuela de Praga (la cual se considera como uno de los centros de creadores del estilo internacional). El autor de cuadro podría haberse formado en Brujas, ya que algunos motivos del paraíso se asemejan a las primeras obras de autores como Humberto y Jan van Eyck.
Podemos observar como se combina perfectamente el encanto cortesano del gótico tardío (llamado estilo suave) con una observación realista de la naturaleza, en la que se pueden identificar con precisión 24 especies de plantas y 12 especies de aves. Esto nos indica que el autor es gran conocedor del comportamiento de los animales ya que las especies de ave pintadas se distinguen por la precisión de las mismas.

## Personajes
Virgen María
El cuadro representa el tema religioso de María como una delicada y débil virgen encerrada en su jardín, hortus conclusus o jardín cerrado, que es símbolo de su virginidad. No obstante, el pintor ha tratado el tema cambiándolo de manera extraña. Al contrario de lo que era usual en las representaciones de la época, María no es el centro de la pintura, sino que permanece en la esquina superior izquierda, leyendo un libro. Está rodeada de santos.

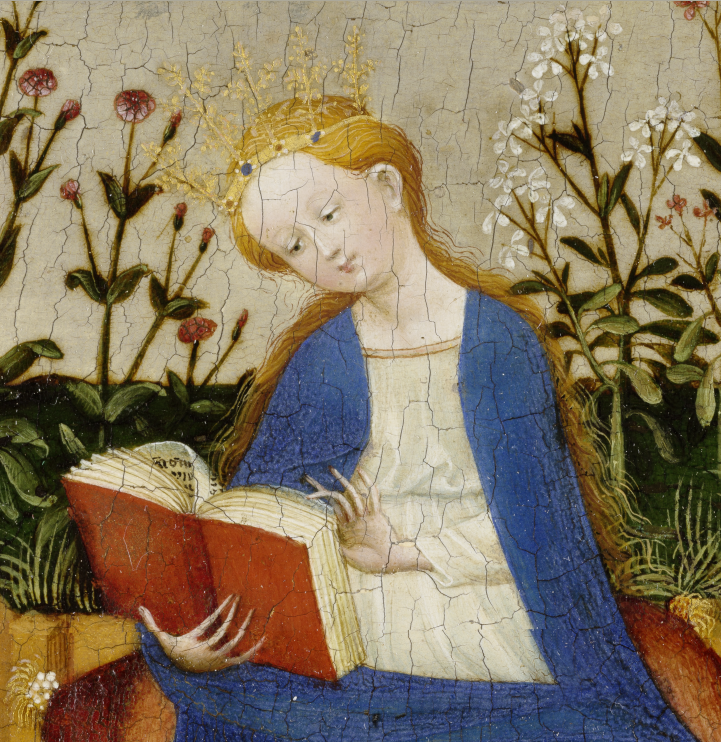
Detalle de la Virgen coronada leyendo.

Como figura principal, es mucho más grande que el resto de los personajes, la Virgen está representada como la Reina del Paraíso. Ella está en un jardín cerrado, simbolizando su pureza y su papel como la Madre de Cristo. La Virgen porta una corona, haciendo referencia a que es la reina del cielo, sin embargo, su ropaje es simple: una túnica blanca y una capa azul que hacen contraste tanto con el dorado de la corona como con el fondo; esto nos indica que la Virgen es modesta, a pesar de ser la reina. Además está leyendo un libro, mostrándose como una mujer culta ante los espectadores.
Niño Jesús
El Niño Jesús sorprendentemente no aparece en el regazo de María. En otras versiones, el Niño puede ser mostrado en una escena simbólica representando la promesa de la salvación y la encarnación de Cristo. Sin embargo, en esta se le ve como un niño cualquiera, jugando, tocando un instrumento, un salterio, típico de la época medieval, referencia al cielo, al mundo celestial. Está vestido de blanco, lo que hace que tenga un mayor contraste con el fondo verde y así sea el centro de atención de nuestros ojos al mirar la obra.   
Santa Dorotea
Es la única pintada de perfil y no de tres cuartos. Parece que lleva el pelo corto, pero en realidad lo está dejando caer bajo su hombro. Se encuentra recogiendo cerezas, agarrándose el vestido porque en el regazo lleva otras tantas. 
Santa Bárbara
Vestida con una túnica del mismo azul que la capa de la Virgen y un velo blanco, se encuentra arrodillada frente a un pozo. Hay cierta disputa de si ciertamente es Santa Bárbara quien es representada, pues su atributo, el cuenco, no se encuentra junto a ella, o en la obra, pero al ser un pozo y una chuchara, podría ser esta la alusión al cuenco. La cuchara de oro con la que está dispuesta a sacar el agua indica que regará la tierra seca de su alrededor, devolviendo la fertilidad al suelo. 
San Jorge o un caballero  
Su vestimenta humilde tiene poco que ver con el de los santos, con mangas abultadas, un gorro de paja, pero con cota de malla. A sus pies se encuentra un pequeño dragón muerto, simbología de San Jorge y a su victoria sobre él. Otros, sin embargo, sugieren que tal vez sea un caballero que está teniendo un sueño en el que el Arcángel San Miguel le habla, y se encuentra con los santos a su alrededor en un bello jardín y que, en realidad es él el personaje central de la obra.
Arcángel Miguel

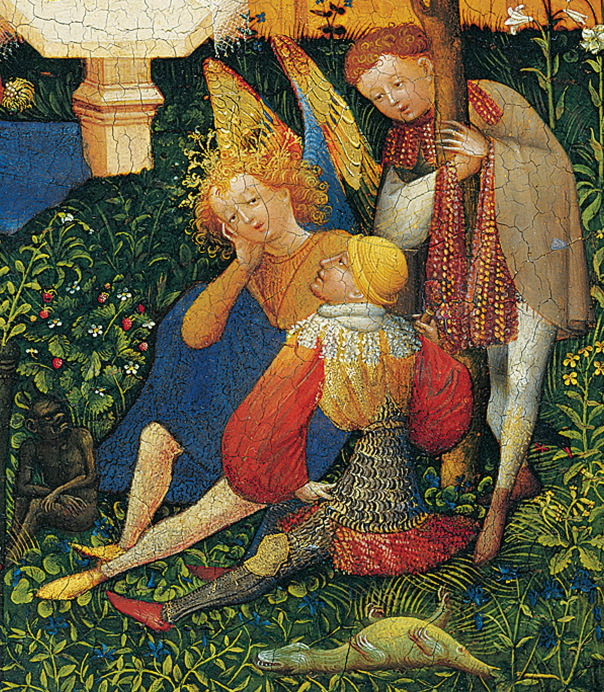
Detalle de las tres figuras masculinas en la zona inferior derecha del cuadro.

Se encuentra sentado, con una corona en su cabeza. La única muestra que podemos ver de su celestial virtud son las alas multicolores, pues su aspecto es igual al de las otras representaciones masculinas. Es el único que hace contacto visual con el espectador, nos está hablando, y los personajes de alrededor están prestándole gran atención, incluso el pequeño mono, el diablo. Es conocido como quien venció al diablo, y aquí se le ve representado: a sus pies se encuentra un pequeño mono, completamente inofensivo, dándonos a entender que este es el diablo, quien ha perdido todo su poder al estar junto a San Miguel. 
En un tronco se apoya san Osvaldo o un caballero
Uno de los personajes más difíciles de identificar, se ha propuesto que se trata de san Osvaldo, por la presencia de un pájaro negro, quizás un cuervo, uno de sus atributos. Sin embargo, el hecho de que San Osvaldo fuera rey y no aparezca coronado, a diferencia del resto de personajes, hace que autores como Brinkmann y Kemperdick rechacen la hipótesis. Otros plantean que el cuadro fue pintado en memoria de un joven fallecido que se trataría de esta figura.
El jardín cerrado
El jardín mismo es un símbolo central en esta obra. Representado como un espacio lleno de flores, hierbas y árboles frutales, que no solo aluden al Edén, sino también a la fertilidad, la pureza y la perfección (en particular de la Virgen). El cerramiento del jardín, que puede verse como una muralla o valla, simboliza la protección divina y la separación entre el mundo profano y el mundo sagrado.
El Jardín del Paraíso es una de las primeras pinturas en la que las plantas se representan de manera realista. Todas se reconocen fácilmente. La mayor parte de ellas son plantas marianas, es decir, de aquellas que están entre los símbolos de la Virgen. Junto al muro pueden reconocerse claramente distintos tipos de pájaros.

## Interpretación
Numerosos autores, han señalado la interpretación de la obra como misteriosa y ambigua y concuerdan que su dificultad se debe a la síntesis de estilos y motivos tradicionales de esta. Los investigadores coinciden en que el cuadro del maestro anónimo se trata de una representación del paraíso celestial ilustrado como el Jardín del Edén, donde vivían Adán y Eva antes de ser expulsados, y el paraíso terrenal en un jardín idílico.

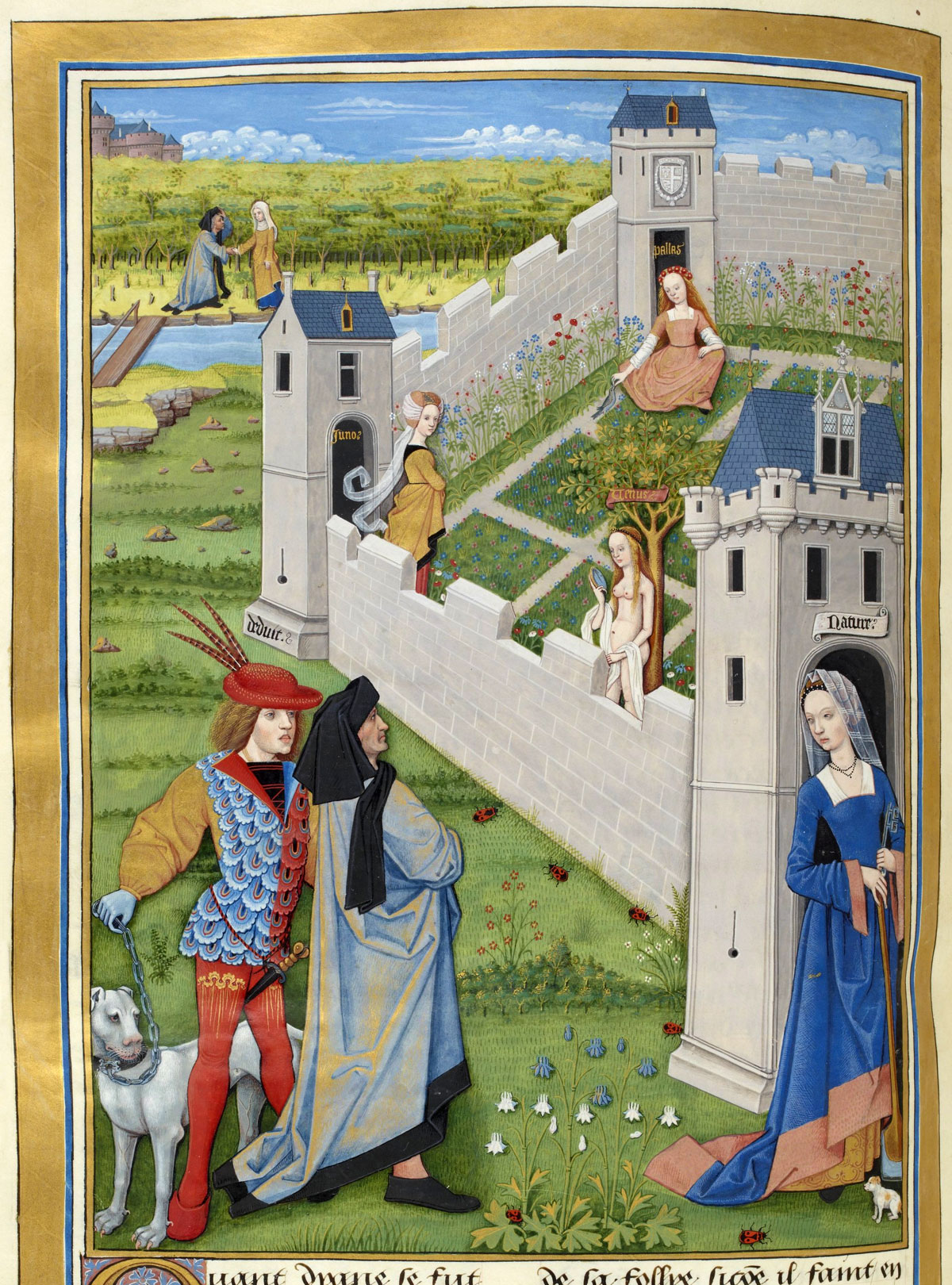
Representación del jardín del amor en el Le livre des échecs amoureux moralisés, Robin Testard, h. 1496-1498

Acerca de esta síntesis de estilos y tradiciones, se ha asociado la valla de piedra blanca que rodea el jardín al motivo de hortus conclusus, “jardín cerrado”, que se remonta al Cantar de los Cantares: “Un huerto cerrado es mi hermana esposa, manantial cerrado, fuente sellada” (Cant, 4, 12) y hace referencia a la virginidad y pureza de María. Sin embargo, no se trata de un espacio cerrado por completo, pues se da a entender la continuidad del jardín al no estar delimitado por abajo y la derecha por el muro. Esto elimina de alguna manera la sensación de aislamiento e invita al espectador a ser parte de esta escena. Otros de los motivos similares son la Madonna en el Jardín de Rosas y la Madonna de la Humildad, en el que la Virgen aparece de rodillas o sentada en el suelo.
Los autores citados anteriormente señalan que las actividades que realizan las santas, como leer o tocar música recuerdan a las actividades propias de la aristocracia y los valores del ideal caballeresco, relacionado con el amor cortés y el motivo del “jardín del amor”. La representación del locus amoenus (“rincón encantador”), empezado a ilustrarse en la Edad Media, incluye uno o varios árboles, un prado, un manantial y una fuente y es el lugar en el que se juntan lo humano y lo divino. Su carácter tanto religioso como profano, ha llevado a pensar que probablemente fuera encargado por una mujer, quizá una dama noble o una abadesa, destinado al culto privado y no para una iglesia por su tamaño y motivo

## Flora identificada

### Flores del Jardín del Paraíso
Aguileña común, verónica, Fragaria, Alchemilla, Bellis perennis, alhelí del campo, hierba doncella, trébol, lirios, leucojum vernum, Convallaria majalis, malva, margarita, dianthus, Paeonia officinalis, rosa, hierba centella, iris, mostaza, ortiga roja, violeta, plantago, crisantemo, aster, Hypericum, Matthiola.

## Fauna identificada

### Pájaros del Jardín del Paraíso
Alción, carbonero, pinzón real, oropéndola, pinzón, petirrojo, pico picapinos, ampelis europeo, jilguero, mito, herrerillo común, abubilla.

### Insectos del Jardín del Paraíso
Libélula, mariposa blanca de la col.